# 天使大學
天使大學（日語：天使大学）是一間位於日本北海道札幌市東區北13条東3丁目的私立大學。於2000年時設置。

## 概要
1947年時創立札幌天使女子厚生専門學校，就是天使大學的起源。該大學擁有日本全國少有的看護營養學部（看護學科、營養學科），許多學生畢業後成為看護師、保健師、管理營養士。另外，也是日本唯一設置培養助產師的專門職大學院「助產研究科」
從生活科學系與看護系合併，僅包含單一看護營養學部及下轄兩學科的單科大學。

### 建學精神
- 「用愛通向真理」（愛をとおして真理へ）。

## 沿革
- 1947年 - 設立札幌天使女子厚生専門學校
- 1950年 - 設立天使厚生短期大學
- 1954年 - 由「天使厚生短期大學」變更名稱為「天使女子短期大學」。
- 2000年 - 天使女子短期大學實施男女共學，改為天使大学。開設看護營養學部。
- 2004年 - 開設大學院助產研究科（専門職學位課程）
- 2006年 - 開設大學院看護營養學研究科（看護學専攻、營養管理學専攻）
- 2008年 - 開設大學院看護營養學研究科營養管理學専攻博士後期課程

## 所在地
- 北海道札幌市東區北13条東3丁目1-30

## 組織

### 學部、學科
- 看護營養學部
  - 看護學科
  - 營養學科

### 大學院
- 助產研究科（専門職大學院）
  - 助產専攻
- 看護營養學研究科
  - 看護學専攻
    - 安寧療護、緩和醫療看護學（實踐型〔上級實踐看護師〕課程）
    - 公眾衛生看護學（修士論文課程）
    - 精神看護學（修士論文課程）

  - 營養管理學専攻（博士前期課程、博士後期課程）

## 大學關係者

### 歷代校長
- 近藤潤子（初代、2000年～2010年）
- 丸山知子（2代、2010年～）

## 外部連結
- 天使大學 （页面存档备份，存于） （日語）
- 医療法人 社団 カレス アライアンス 天使病院 （日語）